# Joel Flores
Joel Flores  (Zacatecas, 1984) es un escritor mexicano, considerado uno de los veinte escritores jóvenes más importantes de América Latina, según la Feria Internacional del Libro de Guadalajara (FIL). Es autor de la Trilogía del semidesierto, integrada por el libro de relatos Rojo semidesierto (Premio Internacional de Literatura Sor Juana Inés de la Cruz, 2012), la novela Nunca más su nombre (Premio Juan Rulfo convocado por el Instituto Nacional de Bellas Artes, 2014). Fue residente de la Fundación Antonio Gala, afincada en Andalucía, España, y ha sido becario en tres emisiones del Fondo Nacional para la Cultura y las Artes (FONCA). Actualmente vive en Tijuana

## Biografía
Nació en Zacatecas en 1984. Vivió en varias ciudades de México durante su niñez y adolescencia. Estudió la Licenciatura en Letras en la Universidad Autónoma de Zacatecas.
Gracias a su primera colección de cuentos, El amor nos dio cocodrilos, de 2008 a 2009 vivió en Córdoba una residencia por parte de la Fundación Antonio Gala, como parte de la séptima promoción de jóvenes creadores, para la cual fue seleccionado junto a otras trece personas en múltiples áreas de expresión En esta residencia se le encomendó desarrollar un proyecto literario propio, que se convertiría más adelante en Rojo Semidesierto. Al concluir la estancia regresó a México y trabajó como editor en un periodo de Zacatecas.
En 2012 se reubica a Tijuana y publica en versión digital El amor nos dio cocodrilos. En 2012, Rojo Semidesierto resultó ganador del Certamen Internacional de Literatura Sor Juana Inés de la Cruz, con decisión unánime del jurado evaluador y como parte de un total de 124 obras candidatas. Rojo semidesierto se publicó en 2013, año en el cual también fungió como docente en CETYS Tijuana.
Su primera novela, Nunca más su nombre, resultó acreedora en 2014 del Premio Juan Rulfo para Primera Novela que entrega el Instituto Nacional de Bellas Artes. Esta obra fue seleccionada por un jurado que evaluó un total de 97 obras candidatas, y es una continuación narrativa de sus dos obras anteriores. La obra fue celebrada por su madurez narrativa, y la candidatura al premio fue realizada bajo un pseudónimo.
Fue becario del FONCA de México durante 2015, con cuyo estímulo económico empezó a desarrollar su segunda novela, Los maridos de mi madre.

## Trilogía del semidesierto
En las obras de su trilogía del semidesierto Flores retoma parte de los conflictos sociales de México y hace uso de ello como contexto para, según el autor, "enunciar, desde la realidad artística, los problemas latentes que vive la juventud mexicana frente a la violencia". En El amor nos dio cocodrilos y Rojo semidesierto esta narrativa la aborda desde diferentes perspectivas haciendo uso de relatos cortos y alternancia de personajes; en Nunca más su nombre hace el brinco hacia la novela, manteniéndose con la misma temática de fondo pero narrando una historia basada en experiencias más personales.

## Producción literaria

#### Relato corto
- Flores, J. (2012). El amor nos dio cocodrilos. México : VozEd.
- Flores, J. (2013). Rojo Semidesierto. Estado de México : FOEM.
- Flores, J. (2018). Los maridos de mi madre. México, D.F. : Paraíso Perdido.

#### Novela
- Flores, J. (2017). Nunca más su nombre. México, D.F. : Ediciones Era.

#### Seminario de Creación Literaria (Antologador)
- Flores, J. [Antologador] (2016). Cuaderno amarillo: Antología del Seminario de Creación Literaria del CETYS Universidad. Mexicali, Baja California.
- Flores, J. [Antologador] (2017). Cuaderno azul: Antología del Seminario de Creación Literaria del CETYS Universidad. Mexicali, Baja California.
- Flores, J. [Antologador] (2018). Cuaderno rojo: Antología del Seminario de Creación Literaria del CETYS Universidad. Mexicali, Baja California. [Inédito]

## Premios y reconocimientos
- Certamen Internacional de Literatura "Sor Juana Inés de la Cruz" 2012 en la categoría de Cuento por Rojo Semidesierto.[2]
- Premio Bellas Artes "Juan Rulfo" para Primera Novela 2014 por Nunca más su nombre.[2]